# Bèo Nhật
Bèo Nhật (danh pháp khoa học Hydrocharis laevigata) là một loài thực vật có hoa trong họ Hydrocharitaceae. Tên đồng danh phổ biến của loài là Limnobium laevigatum, tên chính danh hiện tại là Hydrocharis laevigata được tu chỉnh và công bố năm 2018.

## Phân bố
Chúng có thể tìm thấy mọc tự nhiên ở hồ, ao và các dòng sông nước chảy chậm khắp Trung Mỹ và Nam Mỹ.

## Đặc điểm
Đây là loài thực vật thủy sinh nổi, cao 1 – 5 cm, lá rộng từ 5 – 10 cm, rễ đẹp, dài. Cây ưa sống trong môi trường nước tĩnh. Trong môi trường có cường độ ánh sáng mạnh, độ ẩm cao và đủ chất dinh dưỡng trong nước, cây sẽ phát triển nhanh mạnh dễ dàng và xuất hiện lá mới trên bề mặt nước.
Cây có cách phát triển giống như các loại cây nổi khác. Cây mọc chồi non trong nước và sản sinh ra cây mới. Cây rất dễ sinh sản và có thể tự nhân giống nên không cần phải tác động nhiều.

## Sử dụng
Bèo Nhật rất thích hợp cho bể cá ngoài trời cũng như hồ thủy sinh dùng làm trang trí bảo vệ những loài cá sống ở tầng mặt nước. Cây còn có công dụng hút độc và những chất hữu cơ dư thừa trong nước nên có tác dụng lọc vi sinh cho nước tự nhiên như các loại thực vật thủy sinh nổi khác (lục bình, bèo tây, bèo tấm). Vì vậy bèo Nhật là lựa chọn phù hợp cho những người chơi cá cảnh thủy sinh bận rộn không có thời gian thay nước thường xuyên.